# Roberto de la Rosa
Roberto de la Rosa, né le 4 janvier 2000 à Texcoco au Mexique, est un footballeur mexicain qui évolue au poste d'avant-centre au CF Pachuca.

## Biographie

### Carrière en club
Formé au CF Pachuca, Roberto de la Rosa fait ses débuts en professionnel le 13 août 2017 lors d'un match de championnat contre le Tigres UANL. Ce jour-là, il entre en jeu et son équipe s'impose sur le score de deux buts à un.

### En équipe nationale
Avec l'équipe du Mexique des moins de 17 ans, il participe au championnat de la CONCACAF des moins de 17 ans en 2017. Le Mexique remporte le tournoi en battant les États-Unis aux tirs au but lors de la finale. Il est titulaire lors de cette finale et c'est lui qui inscrit le but vainqueur lors de la séance de tirs au but.

## Palmarès
- Vainqueur du championnat de la CONCACAF des moins de 17 ans en 2017 avec l'équipe du Mexique des moins de 17 ans